# 점프 챔프

## 개요
점프 챔프는 1995년 2월 9일부터 1995년 10월 12일까지 방영되었던 방송 프로그램이다.